# Nocatee (Floride)
Nocatee est une census-designated place du comté de Saint Johns, dans l'État de Floride, aux États-Unis,. En 2020, elle compte une population de 22 503 habitants.